# Kajtak nemzetközi repülőtér
A Kajtak nemzetközi repülőtér  egy nemzetközi repülőtér volt brit fennhatóság alatt álló Hongkongban, majd később Kínához került Hongkonggal együtt. Ismert volt még mint Hongkongi nemzetközi repülőtér, ám ezt a nevet a város új repülőtere kapta meg. 1996-ban 29,5 millió utas fordult meg itt, ezzel a világ harmadik legforgalmasabb repülőtere volt a nemzetközi utasok száma alapján.
Fekvése alapján a világ egyik legveszélyesebb repülőtere volt. Miután a forgalom kinőtte, helyét a Hongkongi nemzetközi repülőtér vette át 1998-ban. Napjainkban park és lakóépületek vannak a helyén.

## Légitársaságok és úticélok
Amíg működött, az alábbi légitársaság repültek ide az alábbi úticélokkal:
| Légitársaság                           | Célállomások |
| -------------------------------------- | --- |
| Aeroflot                               | Moszkva–Domogyedovo, Moscow–Sheremetyevo |
| Air Canada                             | Vancouver |
| Air China                              | Beijing–Capital, Dalian, Shenyang, Taiyuan, Tianjin |
| Air France / Air France Asie           | Bangkok–Don Muang, Bombay, Manila, Párizs–Charles de Gaulle, Paris–Orly, Taipei–Songshan, Taipei–Taoyuan |
| Air India                              | Bangkok–Don Muang, Delhi, Osaka–Itami, Osaka–Kansai, Tokyo–Haneda, Tokio–Narita |
| Air Mauritius                          | Mauritius |
| Air New Zealand                        | Auckland |
| Air Niugini                            | Manila, Port Moresby |
| Air Vietnam                            | Da Nang, Saigon |
| All Nippon Airways                     | Tokio–Narita |
| Alitalia                               | Bangkok–Don Mueang, Rome–Fiumicino, Tokio–Narita |
| Ansett Australia                       | Sydney |
| Asiana Airlines                        | Seoul–Kimpo |
| British Airways / British Asia Airways | Abu Dhabi, Bahrain, Bangkok–Don Muang, Bombay, Colombo–Ratmalana, London–Heathrow, Manila, Taipei–Taoyuan, Tokyo–Haneda, Tokio–Narita |
| British Caledonian                     | Dubai–International[forrás?], London–Heathrow[forrás?] |
| British Overseas Airways Corporation   | Bangkok–Don Muang, Bombay, Calcutta, Darwin, Delhi, Iwakuni, Karachi, Manila, Shanghai–Hongqiao, Singapore–Paya Lebar, Tokyo–Haneda |
| CAAC Airlines                          | Beijing–Capital, Chengdu, Guangzhou, Hangzhou, Kunming, Shanghai–Hongqiao, Shanghai–Jiangwan, Shanghai–Longhua, Tianjin, Xi'an–Xianyang, Xi'an–Xiguan |
| Canadian Airlines                      | Bangkok–Don Muang, Manila, Vancouver, |
| Canadian Pacific Air Lines             | Tokyo–Haneda, Vancouver |
| Cathay Pacific                         | Adelaide, Amszterdam, Anchorage, Auckland, Bahrain, Bangkok–Don Muang, Beijing–Capital, Brisbane, Cairns, Cebu, Denpasar/Bali, Frankfurt, Fukuoka, Jakarta–Kemayoran, Jakarta–Soekarno-Hatta, Johannesburg–O.R. Tambo, Kuala Lumpur–Subang, London–Heathrow, Los Angeles, Manila, Melbourne, Nagoya–Komaki, Osaka–Itami, Osaka–Kansai, Párizs–Charles de Gaulle, Paris–Orly, Penang, Perth, Port Moresby, Rome–Fiumicino, Sapporo–Chitose, Seoul–Kimpo, Shanghai–Hongqiao, Singapore–Paya Lebar, Singapore–Changi, Sydney, Taipei–Songshan, Taipei–Taoyuan, Tokyo–Haneda, Tokio–Narita, Vancouver, Zürich |
| China Airlines                         | Bangkok–Don Muang, Jakarta–Kemayoran, Jakarta–Soekarno-Hatta, Kaohsiung, Kuala Lumpur–Subang, Singapore–Paya Lebar, Singapore–Changi, Taipei–Songshan, Taipei–Taoyuan |
| China Eastern Airlines                 | Fuzhou–Changle, Fuzhou–Yixu, Hangzhou, Ningbo, Shanghai–Hongqiao |
| China Northern Airlines                | Changchun, Harbin, Sanya, Shenyang[forrás?] |
| China Northwest Airlines               | Xi'an–Xianyang, Xi'an–Xiguan[forrás?] |
| China Southern Airlines                | Beijing–Capital, Guangzhou, Kunming, Shantou/Jieyang/Chaozhou, Shantou–Waisha, Xiamen, Zhengzhou–Dongjiao, Zhengzhou |
| China Southwest Airlines               | Chengdu, Chongqing–Baishiyi, Chongqing–Jiangbei[forrás?] |
| Continental Micronesia                 | Guam, Saipan |
| Delta Air Lines                        | Los Angeles |
| Dragonair                              | Beijing–Capital, Changsha–Datuopu, Changsha–Huanghua, Chengdu, Chongqing–Baishiyi, Chongqing–Jiangbei, Dalian, Dhaka, Guilin–Liangjiang, Guilin–Qifengling, Haikou–Dayingshan, Hangzhou, Hiroshima, Kaohsiung, Kota Kinabalu, Kuching, Kunming, Nanjing–Dajiaochang, Nanjing–Lukou, Ningbo, Phnom Penh, Phuket, Qingdao, Sendai, Shanghai–Hongqiao, Tianjin, Xiamen, Xi'an–Xianyang, Xi'an–Xiguan |
| El Al                                  | Tashkent, Tel Aviv |
| Emirates                               | Bangkok–Don Muang, Dubai–International, Manila |
| EVA Air                                | Taipei–Taoyuan |
| Grand Air                              | Manila, Subic Bay |
| Garuda Indonesia                       | Jakarta–Kemayoran, Jakarta–Soekarno–Hatta |
| Gulf Air                               | Abu Dhabi, Bahrain |
| Imperial Airways                       | Zhanjiang, Penang |
| Imperial Japanese Airways              | Guangzhou, Taipei–Songshan |
| Japan Airlines / Japan Asia Airways    | Bangkok–Don Muang, Fukuoka, Kagoshima, Kaohsiung, Nagoya–Komaki, Okinawa, Osaka–Itami, Osaka–Kansai, Singapore–Paya Lebar, Singapore–Changi, Taipei–Songshan, Taipei–Taoyuan, Tokyo–Haneda, Tokio–Narita |
| Kampuchea Airlines                     | Phnom Penh[forrás?] |
| KLM                                    | Amszterdam |
| Korean Air                             | Pusan, Seoul–Kimpo, Taipei–Taoyuan |
| Lauda Air                              | Bangkok–Don Muang, Bécs |
| Lufthansa                              | Bangkok–Don Mueang, Frankfurt, Karachi, Tokio–Narita |
| Malaysia Airlines                      | Kota Kinabalu, Kuala Lumpur–Subang, Penang, Taipei–Songshan, Taipei–Taoyuan |
| Malaysia–Singapore Airlines            | Kuala Lumpur–Simpang, Kuala Lumpur–Subang, Singapore–Kallang, Singapore–Paya Lebar, Singapore–Seletar, Taipei–Songshan |
| Mandarin Airlines                      | Taipei–Taoyuan[forrás?] |
| Martinair                              | Amszterdam |
| Nauru Airlines                         | Nauru |
| Northwest Airlines                     | Minneapolis/St. Paul, Seattle/Tacoma, Seoul–Kimpo, Tokyo–Haneda, Tokio–Narita |
| Pan American World Airways             | Bangkok–Don Muang, San Francisco, Shanghai–Hongqiao, Singapore–Paya Lebar, Singapore–Changi, Tokyo–Haneda, Tokio–Narita |
| Philippine Airlines                    | Cebu, Manila |
| Pakistan International Airlines        | Karachi |
| Qantas                                 | Bangkok–Don Muang, Brisbane, Manila, Melbourne, Sydney |
| Qatar Airways                          | Doha |
| Royal Air Cambodge                     | Phnom Penh |
| Royal Brunei Airlines                  | Bandar Seri Begawan |
| Royal Nepal Airlines                   | Kathmandu |
| Scandinavian Airlines                  | Koppenhága |
| Shanghai Airlines                      | Shanghai–Hongqiao |
| Singapore Airlines                     | Bangkok–Don Muang, Honolulu, San Francisco, Singapore–Paya Lebar, Singapore–Changi, Taipei–Songshan, Taipei–Taoyuan |
| South African Airways                  | Bangkok–Don Muang, Johannesburg–O.R. Tambo |
| Swissair                               | Bangkok–Don Muang, Bombay, Karachi, Zürich |
| Transaero                              | Moszkva–Domogyedovo, Szentpétervár |
| Thai Airways International             | Bangkok–Don Muang, Seoul–Kimpo, Taipei–Songshan, Taipei–Taoyuan, Tokyo–Haneda, Tokio–Narita |
| United Airlines                        | Bangkok–Don Muang, Chicago–O'Hare, Delhi, Los Angeles, San Francisco, Seattle/Tacoma, Singapore–Changi, Tokio–Narita |
| Varig                                  | Rio de Janeiro–Galeão, Johannesburg–O.R. Tambo, Bangkok–Don Muang |
| Vietnam Airlines                       | Hanoi, Saigon |
| Virgin Atlantic                        | London–Heathrow |
| Xiamen Airlines                        | Fuzhou–Changle, Fuzhou–Yixu, Quanzhou, Wuyishan, Xiamen |

## Futópályák
A repülőtér futópályái:
- 13/31

## Forgalom
Az utasforgalom az elmúlt években az alábbi módon változott: